# Liste von Sprengstoffanschlägen im Jahr 1988
Die Liste von Sprengstoffanschlägen im Jahr 1988 erfasst Anschläge mit Sprengladungen und anderen Spreng- und Brandvorrichtungen gegen Einrichtungen und Ansammlungen von Menschen, die im Jahr 1988 passierten. Zu den Formen zählen unter anderem Auto- und Rucksackbomben. Siehe auch Liste von Anschlägen auf Verkehrsflugzeuge.

## Liste
| Datum         | Ereignis                                                                   | Ort               | Staat                  | Tote | Verletzte | Anmerkung, Quellen |
| ------------- | -------------------------------------------------------------------------- | ----------------- | ---------------------- | ---- | --------- | --- |
| 1. Jan. 1988  | Anschlag mit Schusswaffen und Sprengstoff auf Zug                          | nahe Maputo       | Mosambik               | 22   | 71        | [ 1 ] |
| 26. Jan. 1988 | Sprengstoffanschlag auf Bus                                                | Mingora           | Pakistan               | 9    | 27        | [ 2 ] |
| 11. Feb. 1988 | Sprengstoffanschlag auf Schule                                             | Rangun            | Myanmar                | 12   | 133       | [ 3 ] |
| 12. Feb. 1988 | Anschlag mit Schusswaffen und Granaten auf Polizeifahrzeug                 | Cebu City         | Philippinen            | 0    | 30        | [ 4 ] |
| 19. Feb. 1988 | Sprengstoffanschlag auf Gericht                                            | Gurdaspur         | Indien                 | 2    | 30        | [ 5 ] |
| 19. Feb. 1988 | Anschlag mit Autobombe auf Bank                                            | Oshakati          | Namibia                | 15   | 24        | [ 6 ] |
| 25. Feb. 1988 | Anschlag mit Schusswaffen und Mörsern auf Militärstützpunkt                | Chimaltenango     | Guatemala              | 37   | 0         | [ 7 ] |
| 5. März 1988  | Anschlag mit Landmine auf Lastwagen                                        | Ostprovinz        | Sri Lanka              | 18   | 23        | [ 8 ] |
| 8. März 1988  | Anschlag mit Schusswaffen und Landmine auf Zug                             | Maputo            | Mosambik               | 11   | 29        | [ 9 ] |
| 16. März 1988 | Anschlag mit Schusswaffen und Handgranaten auf Beerdigung                  | Belfast           | Vereinigtes Königreich | 3    | 68        | [ 10 ] |
| 17. März 1988 | Anschlag mit Autobombe auf Polizisten                                      | Krugersdorp       | Südafrika              | 3    | 20        | [ 11 ] |
| 25. März 1988 | Sprengstoffanschlag auf Messe                                              | Rajshahi          | Bangladesch            | 0    | 35        | [ 12 ] |
| 8. Apr. 1988  | Granatenangriff auf Markt                                                  | Luanda            | Angola                 | 1    | 52        | [ 13 ] |
| 10. Apr. 1988 | Raketenangriff auf Flugzeug                                                | Faryab            | Afghanistan            | 29   | 0         | [ 14 ] |
| 24. Apr. 1988 | Anschlag mit Autobombe auf Markt                                           | Tripoli           | Libanon                | 52   | 125       | [ 15 ] |
| 1. Mai 1988   | Anschlag mit Landmine auf Bus                                              | Ostprovinz        | Sri Lanka              | 26   | 30        | [ 16 ] |
| 5. Mai 1988   | Sprengstoffanschlag auf Passabwicklungsbüro                                | Davao City        | Philippinen            | 0    | 20        | [ 17 ] |
| 10. Mai 1988  | Sprengstoffanschlag auf Restaurant                                         | Santander         | Kolumbien              | 2    | 40        | [ 18 ] |
| 12. Mai 1988  | Anschlag mit Schusswaffen und Sprengstoff                                  | Cabañas           | El Salvador            | 25   | 17        | [ 19 ] |
| 14. Mai 1988  | Anschlag mit Schusswaffen und Sprengstoff auf Militärkonvoi                | Ayacucho          | Peru                   | 12   | 20        | [ 20 ] |
| 19. Mai 1988  | Sprengstoffanschlag auf Landwirtschaftsmesse                               | Belfast           | Vereinigtes Königreich | 0    | 12        | [ 21 ] |
| 22. Mai 1988  | Sprengstoffanschlag auf Bahnhof                                            | Ludhiana          | Indien                 | 4    | 35        | [ 22 ] |
| 22. Mai 1988  | Sprengstoffanschlag auf Parteitreffen                                      | Soweto            | Südafrika              | 2    | 30        | [ 23 ] |
| 25. Mai 1988  | Granatenangriff auf Kundgebung                                             | Soweto            | Südafrika              | 2    | 38        | [ 24 ] |
| 28. Mai 1988  | Mörserangriff auf Militärstützpunkt                                        | Cookstown         | Vereinigtes Königreich | 0    | 13        | [ 25 ] |
| 30. Mai 1988  | Sprengstoffanschlag auf Hindu-Tempel                                       | Amritsar          | Indien                 | 21   | 69        | [ 26 ] |
| 30. Mai 1988  | Sprengstoffanschlag auf Markt                                              | Gurdaspur         | Indien                 | 5    | 28        | [ 27 ] |
| 30. Mai 1988  | Anschlag mit Autobombe auf Regierungsgebäude                               | Beirut            | Libanon                | 20   | 75        | [ 28 ] |
| 7. Juni 1988  | Anschlag mit Autobombe auf Kontrollpunkt                                   | Beirut            | Libanon                | 4    | 22        | [ 29 ] |
| 15. Juni 1988 | Anschlag mit Autobombe auf Militärfahrzeug                                 | Lisburn           | Vereinigtes Königreich | 6    | 11        | [ 30 ] |
| 18. Juni 1988 | Sprengstoffanschlag auf Elektronikgeschäft                                 | Kurukshetra       | Indien                 | 14   | 30        | [ 31 ] |
| 20. Juni 1988 | Sprengstoffanschlag auf Gemüsemarkt                                        | Neu-Delhi         | Indien                 | 3    | 20        | [ 32 ] |
| 21. Juni 1988 | Sprengstoffanschlag auf Süßwarenladen                                      | Amritsar          | Indien                 | 14   | 60        | [ 33 ] |
| 28. Juni 1988 | Sprengstoffanschlag auf Videothek                                          | Hamburg           | Deutschland            | 0    | 1         | [ 34 ] |
| 28. Juni 1988 | Sprengstoffanschlag auf Theater                                            | Assam             | Indien                 | 7    | 60        | [ 35 ] |
| 1. Juli 1988  | Anschlag mit Autobombe und Sprengstoff auf Militärgebäude                  | Beirut            | Libanon                | 0    | 36        | [ 36 ] |
| 2. Juli 1988  | Anschlag mit Autobombe auf das Ellis-Park-Stadion                          | Johannesburg      | Südafrika              | 2    | 39        | [ 37 ] |
| 5. Juli 1988  | Sprengstoffanschlag auf Tanzsaal                                           | Huamanga          | Peru                   | 0    | 29        | [ 38 ] |
| 8. Juli 1988  | Anschlag mit Autobombe auf Theater                                         | Dschalalabad      | Afghanistan            | 31   | 13        | [ 39 ] |
| 13. Juli 1988 | Sprengstoffanschlag auf britische Militärkaserne                           | Duisburg          | Deutschland            | 0    | 9         | [ 40 ] |
| 20. Juli 1988 | Sprengstoffanschlag auf Militärfahrzeug                                    | Windhoek-Katutura | Namibia                | 1    | 20        | [ 41 ] |
| 22. Juli 1988 | Sprengstoffanschlag auf Kontrollpunkt                                      | Beirut            | Libanon                | 7    | 50        | [ 42 ] |
| 30. Juli 1988 | Sprengstoffanschlag auf Einkaufszentrum                                    | Gauteng           | Südafrika              | 1    | 59        | [ 43 ] |
| 2. Aug. 1988  | Sprengstoffanschlag auf Kaserne                                            | London            | Vereinigtes Königreich | 1    | 14        | [ 44 ] |
| 3. Aug. 1988  | Sprengstoffanschlag auf Einkaufszentrum                                    | Lisburn           | Vereinigtes Königreich | 1    | 18        | [ 45 ] |
| 5. Aug. 1988  | Sprengstoffanschlag auf britische Militärkaserne                           | Düsseldorf        | Deutschland            | 0    | 4         | [ 46 ] |
| 12. Aug. 1988 | Sprengstoffanschlag auf Bus                                                | Panchkula         | Indien                 | 3    | 20        | [ 47 ] |
| 17. Aug. 1988 | Sprengstoffanschlag auf Markt                                              | Trincomalee       | Sri Lanka              | 10   | 26        | [ 48 ] |
| 20. Aug. 1988 | Sprengstoffanschlag auf Markt                                              | Haifa             | Israel                 | 1    | 25        | [ 49 ] |
| 20. Aug. 1988 | Sprengstoffanschlag auf britische Soldaten in Bus                          | nahe Ballygawley  | Vereinigtes Königreich | 8    | 28        | [ 50 ] |
| 23. Aug. 1988 | Sprengstoffanschlag auf Bar                                                | East London       | Südafrika              | 0    | 25        | [ 51 ] |
| 27. Aug. 1988 | Sprengstoffanschlag auf Krankenhaus                                        | Punjab            | Indien                 | 1    | 26        | [ 52 ] |
| 27. Aug. 1988 | Sprengstoffanschlag auf Markt                                              | Punjab            | Indien                 | 1    | 23        | [ 53 ] |
| 31. Aug. 1988 | Sprengstoffanschlag auf Regierungsgebäude                                  | Johannesburg      | Südafrika              | 0    | 23        | [ 54 ] |
| 6. Sep. 1988  | Sprengstoffanschlag auf Restaurant                                         | Colombo           | Sri Lanka              | 5    | 40        | [ 55 ] |
| 7. Sep. 1988  | Sprengstoffanschlag auf Polizeistation                                     | Coagh             | Vereinigtes Königreich | 0    | 12        | [ 56 ] |
| 11. Sep. 1988 | Sprengstoffanschlag                                                        | Kabul             | Afghanistan            | 10   | 40        | [ 57 ] |
| 12. Sep. 1988 | Anschlag mit Autobombe auf Stadthalle                                      | Belfast           | Vereinigtes Königreich | 0    | 12        | [ 58 ] |
| 20. Sep. 1988 | Anschlag mit Autobombe auf Einkaufszentrum                                 | Beirut            | Libanon                | 5    | 38        | [ 59 ] |
| 14. Okt. 1988 | Anschlag mit Autobombe und Sprengstoff auf Kontrollpunkt und Straßensperre | Beirut            | Libanon                | 5    | 56        | [ 60 ] [ 61 ] |
| 18. Okt. 1988 | Sprengstoffanschlag auf Hotel                                              | Charsadda         | Pakistan               | 7    | 25        | [ 62 ] |
| 24. Okt. 1988 | Sprengstoffanschlag auf Supermarkt                                         | eMalahleni        | Südafrika              | 2    | 42        | [ 63 ] |
| 25. Okt. 1988 | Sprengstoffanschlag auf Parteibüro                                         | Colombo           | Sri Lanka              | 7    | 70        | [ 64 ] |
| 1. Nov. 1988  | Sprengstoffanschlag auf Bus                                                | Jammu             | Indien                 | 14   | 50        | [ 65 ] |
| 1. Nov. 1988  | Sprengstoffanschlag auf Tanzsaal                                           | Huamanga          | Peru                   | 0    | 26        | [ 66 ] |
| 1. Nov. 1988  | Anschlag mit Schusswaffen und Mörsern auf Militärhauptquartier             | San Salvador      | El Salvador            | 6    | 29        | [ 67 ] |
| 3. Nov. 1988  | Sprengstoffanschlag auf Markt                                              | Batala            | Indien                 | 17   | 45        | [ 68 ] |
| 9. Nov. 1988  | Sprengstoffanschlag auf Markt                                              | Jaffna            | Sri Lanka              | 4    | 20        | [ 69 ] |
| 11. Nov. 1988 | Anschlag mit Schusswaffen und Granaten auf Militärbus                      | Antioquia         | Kolumbien              | 43   | 47        | [ 70 ] |
| 16. Nov. 1988 | Anschlag mit Landmine auf Lastwagen                                        | Lima              | Peru                   | 12   | 20        | [ 71 ] |
| 17. Nov. 1988 | Sprengstoffanschlag auf Parteitreffen                                      | Colombo           | Sri Lanka              | 4    | 75        | [ 72 ] |
| 22. Nov. 1988 | Anschlag mit Autobombe auf Polizeigebäude                                  | Madrid            | Spanien                | 2    | 45        | [ 73 ] |
| 2. Dez. 1988  | Anschlag mit Schusswaffen und Sprengstoff auf Kundgebung                   | Kadawatha         | Sri Lanka              | 4    | 100       | [ 74 ] |
| 3. Dez. 1988  | Anschlag mit Autobombe auf Fahrzeug                                        | Livingstone       | Sambia                 | 2    | 16        | [ 75 ] |
| 9. Dez. 1988  | Anschlag mit Landmine auf Fahrzeug                                         | Sofala            | Mosambik               | 21   | 10        | [ 76 ] |
| 13. Dez. 1988 | Anschlag mit Schusswaffen und Sprengstoff auf Gefängnis                    | Colombo           | Sri Lanka              | 30   | 0         | [ 77 ] |
| 16. Dez. 1988 | Sprengstoffanschlag auf Kundgebung                                         | Colombo           | Sri Lanka              | 0    | 30        | [ 78 ] |
| 18. Dez. 1988 | Sprengstoffanschlag auf Bus                                                | Balangoda         | Sri Lanka              | 3    | 50        | [ 79 ] |
| 21. Dez. 1988 | Lockerbie-Anschlag                                                         | Lockerbie         | Schottland             | 270  | 0         | Attentat auf eine Boeing 747 der Pan Am. Libyen übernahm die Verantwortung und zahlte bisher 2,46 Milliarden US-Dollar Entschädigung. |
| 28. Dez. 1988 | Sprengstoffanschlag auf Gebäude                                            | Gaborone          | Botswana               | 1    | 5         | [ 82 ] |